# Adriaan Hendrik Philipse
Adriaan Hendrik Philipse (Den Haag, 21 juli 1901-Wassenaar, 18 juni 1967) was een Nederlandse diplomaat.

## In de diplomatieke dienst
Na zijn schooljaren aan het Gymnasium Haganum en zijn rechtenstudie in Leiden, met proefschrift over de Volkenbond, werd hij in 1929 als jongste attaché uitgezonden naar het gezantschap in Kopenhagen. In 1931 keerde hij met zijn gezin terug naar Den Haag. In 1933 vroeg en kreeg hij eervol ontslag bij Buitenlandse Zaken en werd hij referendaris bij Economische Zaken/Handel, Nijverheid en Scheepvaart. Hij nam in de jaren voor de oorlog deel aan verschillende internationale handelsmissies onder leiding van H. Hirschfeld, A. Lamping en G. Hart.

## In de Tweede Wereldoorlog
Philipse bevond zich in mei 1940 in Parijs als lid van een handelsmissie o.l.v. Lamping. Na de capitulatie van het Nederlandse leger werden de leden van de handelsmissie door de ministers E. van Kleffens en Ch. Welter gevraagd zich in Londen bij de Nederlandse regering in ballingschap te vervoegen. Te Londen ontwikkelde hij op het departement Handel, Nijverheid en Scheepvaart een ravitailleringsplan voor de herbevoorrading van naoorlogs Nederland, dat hij in juli 1940 samen met G. Hart uitwerkte (zoals beschreven in diens oorlogsdagboek), en aan minister M. Steenberghe voorlegde. Vanaf 1942 zou Philipse als lid van de Missie Steenberghe hieraan meewerken in Washington.

## Ambassadeur
Philipse werkte na de Tweede Wereldoorlog als handelsraad van de Nederlandse ambassade in Washington verder aan de herbevoorrading en wederopbouw van Nederland. Terug in Nederland werd hij benoemd tot chef directie Buitenlandse Dienst van het ministerie van Buitenlandse Zaken. Hij bekleedde daarna drie ambassadeursposten: Luxemburg (1956-1960), Beiroet (1960-1964) en Caïro (1964-1966). In 1950 werd hij benoemd tot ridder in de Orde van de Nederlandse Leeuw.

## Zijn familie
Adriaan Hendrik Philipse stamde uit een familie van Zeeuwse juristen, onder wie Johan Antoni Philipse sr. (1800-1884). Zijn vader, Johan Antoni Philipse jr. (1867-1947), was oud-bankdirecteur en kantonrechter, zijn moeder Eugenie Hooglandt (1873-1947) stamde via haar moeder af van de succesvolle handelsfamilie Bunge.
In 1929 trouwde hij met jonkvrouw Willemine Phoenicia Smissaert (1903-1986), dochter van jonkheer Henri Smissaert, directeur van de Algemeene Maatschappij van Levensverzekering en Lijfrente, directeur van de Eerste Nederlandsche Verzekerings Maatschappij, en van jonkvrouw Pauline Boogaert. Zij was een nicht van kunstschilder Frans Smissaert. Zij kregen vijf kinderen.
- Système universitaire de documentation: 103701214
- Virtual International Authority File: 319032